# کیف پول الکترونیکی
کیف پول الکترونیکی به یک دستگاه الکترونیکی یا یک سرویس آنلاین گفته می‌شود که به شخص این امکان را می‌دهد تا تراکنش الکترونیکی انجام دهد؛ که می‌تواند شامل خرید اقلام از یک فروشگاه به صورت آنلاین با استفاده از یک کامپیوتر یا یک گوشی هوشمند باشد. حساب بانکی فرد نیز می‌تواند به کیف پول الکترونیکی متصل باشد. همچنین ممکن است گواهینامه رانندگی، کارت سلامت و سایر اسناد شناسایی در تلفن همراه ذخیره شده باشند. اعتبارات می‌تواند به صورت بی‌سیم از طریق NFC به ترمینال تجارتی منتقل شوند. به‌طور فزاینده، کیف پول دیجیتال نه تنها برای معاملات مالی پایه ساخته شده، بلکه شامل اعتبار نامه‌ها نیز می‌شود. به عنوان مثال، یک کیف پول الکترونیکی می‌تواند سن خریدار را در هنگام خرید الکل ثابت کند. این سیستم نخست در ژاپن محبوبیت پیدا کرده‌است، جایی که کیف پول‌های الکترونیکی به عنوان «کیف پول‌های موبایلی» نیز شناخته می‌شوند. یک کیف رمزنگاری شده یک کیف پول الکترونیکی است که در آن کلید خصوصی برای رمزنگاری مانند بیت کوین ذخیره می‌شود.

## تکنولوژی
یک کیف پول الکترونیکی ترکیبی از نرم‌افزارو اطلاعات است. این نرم‌افزار امنیت را برای اطلاعات شخصی و همچنین برای معاملات واقعی تأمین می‌کند و آن‌ها را رمزنگاری می‌کند. به‌طور معمول، کیف‌های الکترونیکی در سیستم سرویس گیرنده ذخیره می‌شوند و به راحتی نگهداری می‌شوند و به‌طور کامل با اکثر وب سایت‌های تجارت الکترونیک سازگار هستند. یک کیف پول الکترونیکی در سیستم سرویس دهنده (سرور)، که همچنین به عنوان کیف پول سبک (thin wallet)شناخته می‌شود، کیف الکترونیکی است که سازمان در سرورهای خود به شما اختصاص می‌دهد. کیف پول الکترونیکی سرور به دلیل امنیت، بهره‌وری و کاربرد پذیری که به کاربر نهایی می‌دهد، محبوبیت بسیاری را در بین اکثر خرده فروشان به دست آورده و موجب افزایش رضایت آن‌ها از خرید کلی شده‌است. مؤلفه اطلاعات اساساً پایگاه داده‌ای از اطلاعات ورودی کاربر است. این اطلاعات شامل آدرس حمل و نقل شما، آدرس صورتحساب، روش‌های پرداخت (از جمله شماره کارت اعتباری، تاریخ انقضا ی کارت و شماره‌های امنیتی) و اطلاعات دیگر است.
کیف پول الکترونیکی شامل دستگاه و سیستم کیف پول الکترونیکی است. دستگاه‌های کیف پول الکترونیکی اختصاصی مانند کیف پول بیومتریک ساخته شده توسط آلفرد دانهیل، یک دستگاه فیزیکی است که موجودی و کارت‌ها را به وسیله اتصال بلوتوث به تلفن همراه در خود جای می‌دهد. سیستم کیف پول الکترونیکی استفاده گسترده از تراکنش‌های کیف پول الکترونیکی را در میان فروشندگان سیار خرده فروشی در قالب سیستم‌های پرداخت موبایلی و برنامه‌های کاربردی کیف پول الکترونیکی امکان‌پذیر می‌سازد. سیستم پرداخت مالی تلفن همراه M-PESA و خدمات خرده سرمایه‌گذاری در کنیا و تانزانیا به‌طور گسترده‌ای استفاده می‌شود که برنامه MasterCard PayPass توسط تعدادی از فروشندگان ایالات متحده و فروشندگانی از سراسر جهان مورد استفاده قرار گرفته‌است.
کیف پول الکترونیکی در کشورهای آسیایی نیز بیشتر و بیشتر استفاده می‌شود. اکنون از هر پنج مصرف‌کننده در آسیا، یک نفر از کیف پول الکترونیکی استفاده می‌کند که نسبت به دو سال گذشته دو برابر افزایش یافته‌است. یک بررسی اخیر خرید تلفن همراه که توسط مستر کارت انجام شد و این بررسی روی ۸۵۰۰ بزرگسال بین ۱۸ تا ۶۴ سال در ۱۴ بازار صورت گرفت نشان داد، ۴۵ درصد کاربران در چین، ۳۶٫۷ درصد کاربران در هند و ۲۳٫۳ درصد کاربران در سنگاپور بیشترین استفاده‌کننده‌های کیف پول الکترونیکی هستند. این بررسی بین اکتبر و دسامبر ۲۰۱۵ انجام شد. همچنین تجزیه و تحلیل نشان داد (۴۸٫۵٪) مصرف‌کنندگان در این مناطق با استفاده از گوشی‌های هوشمند خریداری می‌کردند. مصرف‌کنندگان هندی در خرید با تلفن همراه با در صد ۷۶٫۴ پیشرو بودند که این امار نسبت به سال قبل ۲۹٫۳ درصد افزایش یافته بود این امر موجب شد تا شرکت‌هایی مانند Reliance و آمازون هند کیف پول الکترونیکی خود را بسازند. flipkart تا کنون کیف پول‌های الکترونیکی از خود عرضه کرده‌است

## پرداخت کالا و خدمات آنلاین
کیف پول الکترونیکی سرویس گیرنده به حداقل تنظیم نیاز دارد و کار کردن با ان نسبتاً آسان است. هنگامی که نرم‌افزار نصب می‌شود، کاربر با وارد کردن تمام اطلاعات مربوطه شروع می‌کند. اکنون کیف پول دیجیتال نصب شده‌است. در هنگام خرید یا بازدید از سایت‌های تجاری الکترونیکی، نرم‌افزار کیف پول الکترونیکی قادر به وارد کردن خودکار اطلاعات کاربر در فرم آنلاین می‌باشد. به‌طور پیش فرض، بسیاری از کیف پول‌های دیجیتال هنگامی که نرم‌افزار یک فرم را که می‌تواند آن را پر کند، تشخیص می‌دهد فعال می‌شوند؛ اگر فرد تصمیم بگیرد که فرم را به صورت خودکار پر کند، از کاربر برای رمز عبور درخواست می‌شود. این موجب می‌شود کاربران غیرمجاز نتوانند اطلاعات شخصی ذخیره شده در یک کامپیوتر خاص را مشاهده کنند.

### ECML
کیف پول الکترونیکی برای انتقال دقیق داده‌ها به فرم‌های خرده فروشی طراحی شده‌است. با این حال، اگر یک سایت تجارت الکترونیک خاص دارای یک سیستم پرداخت خصوصی باشد، کیف پول الکترونیکی ممکن است نتواند به درستی فرم را شناسایی کند. این مشکل توسط سایت‌ها و نرم‌افزارهای کیف پول که از تکنولوژی زبان الکترونیکی مدل‌سازی بازرگانی (ECML) استفاده می‌کنند برطرف شده‌است. زبان مدل‌سازی بازرگانی الکترونیکی یک پروتکل است که تحمیل می‌کند که چگونه خرده فروشان آنلاین ساخت و فرم‌های پرداخت خود را تنظیم کنند. شرکت‌های تجارت الکترونیک مشارکتی که هر دو تکنولوژی کیف پول دیجیتال و ECML را شامل می‌شوند عبارتند از: Microsoft, Discover, IBM, Omaha Steaks و Dell Computers

## نحوه استفاده از کیف‌های الکترونیکی
مصرف‌کنندگان در صورت خرید یک وسیله لازم نیست که فرم سفارش را در هر سایت پر کنند زیرا اطلاعات قبلاً ذخیره شده‌است و در هنگام استفاده از کیف پول الکترونیکی به صورت خودکار به روزرسانی می‌شود و در فرم سفارش در سایت‌های تجاری وارد می‌شود. مشتریان همچنین از کیف پول دیجیتال سود می‌برند؛ زیرا اطلاعات آن‌ها رمزگذاری شده یا توسط یک کد خصوصی نرم‌افزاری محافظت می‌شود. همچنین تاجران نیز از این امکان سود می‌برند زیرا با حفاظت اطلاعاتشان از کلاهبرداری در امان می‌مانند.
کیف پول دیجیتال برای مشتریان به صورت رایگان در دسترس هستند و به دست آوردن آن‌ها بسیار آسان است؛ مثلاً زمانی که یک مصرف‌کننده از یک سایت تجاری که بر پایه کیف پول الکترونیکی سرور کار می‌کند، خرید می‌کند، نام و اطلاعات پرداخت و آدرس خود را در فرم خرید سایت وارد می‌کند. در پایان خرید، مصرف‌کننده از طریق وارد کردن یک نام کاربری و رمز عبور برای خریدهای بعدی، برای یک کیف پول به انتخاب خود می‌تواند ثبت نام کند. کاربران همچنین می‌توانند کیف پول را در یک سایت فروشندگان کیف پول الکترونیکی به دست آورند.
اگرچه کیف پول برای مصرف‌کنندگان رایگان است، اما فروشنده‌ها از کیف پول برای بازاریابی استفاده می‌کنند. برخی از فروشندگان کیف پول، قرار می‌گذارند تا یک درصد از هر خرید موفق تاجران را به کیف پول آن‌ها مستقیماً اضافه کنند. در موارد دیگر، فروشندگان کیف پول الکترونیکی معاملات بین صاحبان کارت و بازرگانان شرکت را پردازش می‌کنند و مقداری به عنوان پاداش به تاجران می‌دهند.

## مثال‌ها کیف پول الکترونیکی NFC
در واقع صدها برنامه کیف پول الکترونیکی وجود دارد که برای جلب رضایت مخاطب رقابت می‌کنند. بانک‌ها، شرکت‌های کارت اعتباری و توسعه‌دهندگان برنامه همه تلاش دارند تا بیش‌ترین سهم بازار را با ایجاد بهترین برنامه کیف پول دیجیتال به دست آورند. چند نمونه از این برنامه‌ها که می‌توانند به افراد و کسب‌وکارها در مدیریت هزینه‌هایشان کمک کنند را خواهید دید.

### Google Pay
با این برنامه می‌توان ارسال یا دریافت وجه داشت. نیازی به ذخیره پول در کیف پول نیست بلکه پول را می‌توان به‌طور مستقیم در حساب بانکی ذخیره کرد. خدمات آن در تسویه صورتحساب‌ها، جمع‌آوری اجاره و پرداخت هزینه‌ها خدمات است. این یک برنامه کیف پول ساده است، اما به‌خوبی کار می‌کند و به هر کاربر گوگل یک کیف پول گوگلی دارد.Google Pay یکی از ابزارهای گوگل است و اگر چه با Google wallet متفاوت است، بسیار شبیه Apple Pay می‌ماند. کاربران می‌توانند پول و هزینه‌های خود را با آن مدیریت کنند. خرید، پرداخت آنلاین و سایر ویژگی‌ها برای کاربران اندرویدی در دسترس هستند. این برنامه می‌تواند کارت‌های اعتباری، بدهکاری و وفاداری را برای تقریباً هر خریدی ذخیره کند.

### پیام‌رسان فیس‌بوک[۱۰]
گرچه پیام‌رسان فیس‌بوک یک برنامه کیف پول کامل نیست، اما قطعاً بیش از یک سیستم پیام‌رسان است. درست مثل اسنپ چت، فیس‌بوک در تلاش است تا کاربران را هر چه بیشتر در فیس‌بوک نگه دارد. ازاین‌رو خدمات پرداخت و دریافت وجه، پرداخت هزینه‌های رزرواسیون یا بلیط و موارد دیگر را داخل برنامه پیام‌رسان خود فراهم کرده‌است.

### Apple Pay
Apple Pay زمان طولانی‌تری نسبت به کیف پول‌های اندرویدی در بازار بوده و فروشگاه‌های بیشتری را پوشش می‌دهد. برخلاف Android Pay, Apple Pay کارت‌های AMEX را می‌پذیرد.

### Samsung Pay
Samsung Pay گرچه تنها روی گوشی‌های سامسونگ مانند Galaxy S6، Note5 و مدل‌های بالاتر نصب می‌شود، بااین‌حال عالی است زیرا می‌تواند مانند یک کارت اعتباری نرمال بدون خطر امنیتی از کش رفتن کارت معمول استفاده شود. سامسونگ‌پی پرداخت‌های بدون تماس را با استفاده از NFC پشتیبانی می‌کند و همچنین دارای یک سیستم انتقال الکترومغناطیسی است که امکان پرداخت بدون تماس را حتی در پایانه‌های فروشی که فقط کارت‌های مغناطیسی را پشتیبانی می‌کنند فراهم می‌سازد. این سرویس در سال ۲۰۱۵ راه‌اندازی شد.

### کیف پول مایکروسافت[۱۳]
برای کسانی که از تلفن‌های ویندوز استفاده می‌کنند، بسیاری از کیف پول‌های دیگر غیرقابل استفاده هستند. مایکروسافت برای این افراد کیف پول ماکروسافت را ارائه داده‌است. کاربران باید این کیف پول را با حساب مایکروسافت و کارت‌بانکی خود پیوند دهند و خریدهایشان را راحت‌تر انجام دهند.

## مزایای سایت‌های تجارت الکترونیک
بیش از ۲۵٪ از خریداران آنلاین، به دلیل ناامیدی از پر کردن فرم‌ها، سفارش خود را رها می‌کنند. کیف پول الکترونیکی این مسئله را با دادن این امکان به کاربران که اطلاعاتشان را به صورت ایمن و با دقت منتقل می‌کند برطرف کرده‌است. این رویکرد ساده برای تکمیل تراکنش‌ها باعث بهبود قابلیت استفاده و استفاده بیشتر برای مشتریان می‌شود.
کیف پول دیجیتال همچنین می‌تواند امنیت معامله را افزایش دهد، زیرا کیف پول معمولاً جزئیات کارت پرداخت را به وبسایت انتقال نمی‌دهد (یک شناسه معامله منحصر به فرد یا نشانه به جای آن به اشتراک گذاشته می‌شود). این رویکرد به‌طور فزاینده ای از مشخصه‌های دروازه‌های پرداخت آنلاین است، به خصوص اگر دروازه پرداخت «صفحه پرداخت میزبان» را پیشنهاد دهد..